# قسم سررود الجنوبي الريفي (مقاطعة بوير احمد)
قسم سررود الجنوبي الريفي (بالفارسية: دهستان سررود جنوبی) هي منطقة ريفية تقع في إيران في قسم. يقدر عدد سكانها بـ 31,503 نسمة .